# Zahra Rahimi
Pour les articles homonymes, voir Rahimi.
Zahra Rahimi, née le 2 novembre 2008 à Marand, est une para-taekwondoïste iranienne concourant en K44 chez les -52 kg.

## Carrière
Âgée de seulement quinze ans, elle participe aux Jeux paralympiques d'été de 2024 où elle remporte la médaille d'argent en -52 kg, battue seulement en finale par la Mongole Surenjav Ulambayar. Elle est la plus jeune athlète de la délégation iranienne. Quelques mois auparavant, elle avait remporté l'or aux championnats d'Asie.